# Extrême Limite
 (novembre 2024).
Pour le film américain de 1991, voir Point Break.
Extrême Limite est un feuilleton télévisé français en 104 épisodes de 26 minutes diffusé entre le 27 juin 1994 et le 26 juin 1999 sur TF1, puis rediffusé sur TF6, NRJ 12, Série Club et TV Breizh.
Tourné avec de jeunes acteurs et actrices, le feuilleton a une distribution composée de futures personnalités talentueuses, telles que Grégori Baquet, récompensé aux Molières en 2014 ou Marion Cotillard, Oscar de la meilleure actrice en 2008.

## Histoire
Extrême Limite est la conséquence du Décret Tasca, imposant des quotas de production et de diffusion d'œuvre d'expression originale française, aux heures de grande écoute, entrée en vigueur le 1er janvier 1992.
En France, cette obligation s'est traduite par la diffusion entre 17h et 19h de séries destinées aux adolescents, comme Hélène et les Garçons,  Seconde B et autres, plus ou moins inspirées par les productions nord-américaines comme Beverly Hills, Les Années collège, Sois prof et tais-toi !, etc..
La série reprend Cédric Dumond et Gregori Baquet, déjà présents dans une autre production Marathon, au concept assez similaire: Lycée alpin diffusé en 1992 sur France 2.

## Synopsis
Plusieurs jeunes gens intègrent une académie appelée Académie du sport extrême située à côté du Cap Estérel. Dans chaque épisode, l'académie lance un défi sportif dans des sports aussi variés que le VTT, le parachutisme, l'escalade, le ski nautique… De nombreuses histoires d'amour entre les jeunes sportifs ponctuent la série.

## Distribution
- Arsène Jiroyan : Julien
- Tonya Kinzinger : Cathy
- Grégori Baquet : Matthieu
- Patrick Raynal : Colbert
- Marie Guillard : Léa
- Alexandre Pottier : Vincent
- Astrid Veillon : Paloma
- Jean-Pierre Baxter : Benoît
- Cédric Dumond : Fabrice
- Luis Marquès : Florian
- Sylvie Loeillet : Mathilde
- Sandra Speichert : Isabelle
- Marc Hajzblum : Alain
- Manuela Lopez : Maruschka
- Julie Du Page : Juliette
- Emma Colberti : Lisa
- Natacha Lindinger : Élodie
- Marion Cotillard : Sophie Colbert
- Valérie Steffen : Nathalie
- Vincent Niclo : Marc
- Leonor Varela : Marie

## Fiche technique
- Réalisation : Olivier Altman
- Scénario : Christian Mouchart, Christophe Poujol
- Compositeur générique : Benetto-Rossi, Jean-Philippe/David Vadant
- Paroles générique : Sabine Prenczina

## Production
Tournée à Cap Esterel dans un village Pierre & Vacances inauguré en 1990 et appartenant au père d'Olivier Brémond, l'un des producteurs de Marathon, cette série a lancé la carrière de plusieurs comédiens comme Tonya Kinzinger, Astrid Veillon, Marion Cotillard, Leonor Varela ou encore Grégori Baquet. Ce dernier interprète le générique de la série. Une grande partie de ces comédiens ont ensuite joué dans Sous le soleil, que ce soit dans un rôle principal ou en invité.

## Première saison (1994)
La première saison a été diffusée chaque jour sur TF1 du 27 juin 1994 au 2 septembre 1994 à 16 h 25.
1. Bas les Masques
2. Double Défi
3. Top Model
4. Challenge
5. Le Vol d'Icare
6. La Petite Prodige
7. Sans Retour
8. Sunset Twist
9. VTT Stress
10. Père et Fille
11. Fils Indigne
12. Trompe l'Amour
13. Au Nom du Père
14. Prise de Risque
15. La Clandestine
16. Mensonge Innocent
17. L’épreuve
18. Une affaire d'hommes
19. Dernières Secondes
20. Jeux Interdits
21. Drôle de Barmaid
22. La Voie du Septième Ciel
23. Un Contrat Fabuleux
24. Coup Bas
25. Leçon de Vie
26. L'Académie en Péril
27. Le Golfeur
28. Michel
29. Haute Trahison
30. Piège pour un Rêveur
31. Mémoire courte
32. La traversée du désert
33. A la Vie, à la Mort !
34. Au Pied du Mur
35. Adeline et le Commissaire
36. Pas ni nul que ça
37. Un Ami d'Enfance
38. Un Fils de Bonne Famille
39. Bon Pied, Bon Œil
40. Colbert Est Amoureux
41. La Pistonnée
42. Jean et Juliette
43. Maître Chanteuse
44. Une si petite peste
45. Le Corps du Délit
46. Piège à Cœur
47. Jaloux
48. Amour secret
49. Bon Anniversaire Mathieu
50. Père ou Impair
51. Baba d'Anne
52. Adieu Colbert

## Deuxième saison (1995)
La seconde saison a été diffusée chaque jour sur TF1 du 2 juillet 1995 au 25 août 1995 à 19 h 25, puis chaque dimanche du 24 septembre 1995 au 1er octobre 1995 à 16 h 25.
1. Lenoir s'en va
2. Dérapage Contrôlé
3. Mère et fille
4. Cathy fait sa crise
5. Télécommande
6. Patronne d’un jour
7. Obsession
8. La panne
9. Full contact
10. Mafia
11. L’amour à nu
12. L’or du sponsor
13. Médecin de choc
14. L’ogre
15. Double mixte
16. Louise
17. Silence troublant
18. Noir et blanc
19. Rock n’roll
20. Le grand plongeon
21. Ange et démon
22. Yann
23. La dernière manche
24. Instinct maternel
25. Fille à papa
26. Un cadeau inoubliable
27. Avance sur recette
28. Garde à vous
29. Une femme mariée
30. La zizanie
31. Le cheval de Troie
32. Simon
33. L’académie a du cœur
34. Sacrifice
35. Psy
36. Victoire sur ordonnance
37. Secret professionnel
38. Agression
39. Coupe-faim
40. Trou de mémoire
41. L’académie en rose et bleu

## Troisième saison (1999)
La troisième saison inédite a été diffusée chaque samedi sur TF1 du 1er mai 1999 au 26 juin 1999 à 11 h 35.
1. Valet noir
2. Accro
3. Petit fugueur
4. Accident de parcours
5. Disparition d’une princesse
6. Kamikaze
7. Tendre Secret
8. Combat Déloyal
9. Silence on Tourne
10. Saut Périlleux
11. Prise au Piège

## Vidéo
- Coffret 5 DVD Saison 1, Partie 1 - Sortie le 19 janvier 2007.
- Coffret 5 DVD Saison 1, Partie 2 - Sortie le 18 janvier 2008.
- Coffret 5 DVD Saison 2, Partie 1 - Sortie le 18 septembre 2008.
- Coffret 5 DVD Saison 2, Partie 2 - Sortie le 15 mai 2009.
- Coffret 5 DVD Saison 3 - Sortie le 18 septembre 2009.

Sortis chez LCJ Éditions.